# 謝夫林鎮區 (明尼蘇達州清水縣)
謝夫林鎮區（英語：Shevlin Township）是位於美國明尼蘇達州清水縣的一個行政鎮區。

## 地方資料
謝夫林鎮區的面積為80.40平方千米，當中陸地面積為80.30平方千米，而水域面積為0.10平方千米。根據2020年美國人口普查的數據，當地共有人口473人，而人口密度為每平方千米5.88人。